# Dolnji Križ
Dolnji Križ – wieś w Słowenii, w gminie Žužemberk. W 2018 roku liczyła 22 mieszkańców.